# Erioptera straminea
Erioptera straminea là một loài ruồi trong họ Limoniidae. Chúng phân bố ở miền Tân bắc.